# میرکو درودی
میرکو درودی (انگلیسی: Mirko Drudi؛ زادهٔ ۲۲ فوریهٔ ۱۹۸۷) بازیکن فوتبال اهل ایتالیا است.
از باشگاه‌هایی که در آن بازی کرده‌است می‌توان به باشگاه فوتبال لچه اشاره کرد.